# Lost Springs (Wyoming)
La ville américaine de Lost Springs est située dans le comté de Converse, dans l'État du Wyoming. Lors du recensement de 2010, sa population s’élevait à quatre habitants, ce qui en fait la ville la moins peuplée de l'État du Wyoming.

## Éducation
Il n'y a aucun établissement pour l'éducation des enfants étant donné qu'il n'y a pas d'enfants à Lost Springs. Néanmoins, si un enfant, qui résiderait dans la ville, devait aller à l'école, cela serait dans un établissement situé à Douglas, à près de 50 kilomètres de là.

## Routes
La petite ville est traversée par deux routes. D'est en ouest par la U.S. Route 18/20, et du nord au sud par la route 46, nommée « 20 Mile Creek Road », se nommant « Main St Lost Springs » en entrant dans la ville et devient la route 51 de l'autre côté de la U.S. Route 18/20. Une ligne de chemin de fer composée de trois voies traverse la ville au sud.

## Source
- (en) Cet article est partiellement ou en totalité issu de l’article de Wikipédia en anglais intitulé « Lost Springs, Wyoming » (voir la liste des auteurs).